# Goldfinger (musikalbum)
Goldfinger är bandet Goldfingers debutalbum som släpptes den 27 februari 1996. Låten "Here In Your Bedroom" fick viss uppmärksamhet i svensk radio och släpptes som singel.

## Låtlista
1. Mind's Eye - 2:10
2. Stay - 2:22
3. Here In Your Bedroom - 3:11
4. Only A Day - 2:16
5. King For A Day - 3:43
6. Anxiety - 2:21
7. Answers - 2:16
8. Anything - 2:52
9. Mable - 2:16
10. The City With Two Faces - 1:46
11. My Girlfriend's Shower Sucks - 1:08
12. Miles Away - 1:55
13. Nothing To Prove - 2:32
14. Pictures - 2:16
15. Darrin's Phone Call - 2:31
16. Fuck You And Your Cat - 1:15